# 法林多拉
法林多拉（義大利語：Farindola），是意大利佩斯卡拉省的一个市镇。总面积45平方公里，人口1673人，人口密度37.2人/平方公里（2009年）。ISTAT代码为068019。